# Bois de Laurent Martin
Forgesia racemosa
Espèce
Le bois de Laurent Martin, aussi appelé faux bois de rose (Forgesia racemosa), est une espèce de plantes à fleurs de la famille des escalloniacées. C'est un arbuste endémique de La Réunion.